# 앨런 콜터

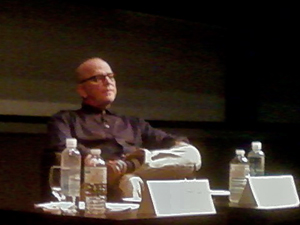
앨런 콜터

앨런 콜터(Allen Coulter)는 미국의 영화 감독이다.

## 참여 작품

### 영화
- 할리우드랜드
- 리멤버 미 (2010년 영화)

### 텔레비전
- 엑스파일
- 섹스 앤 더 시티
- 소프라노스
- 식스 핏 언더
- 로마 (드라마)
- 대미지 (드라마)
- 로앤오더
- 썬즈 오브 아나키
- 간호사 재키
- 특수범죄 전담반
- 보드워크 엠파이어
- 하우스 오브 카드 (미국의 드라마)
- 엑스턴트